# مركز سلطان بن عبد العزيز للعلوم والتقنية
 مركز سلطان بن عبد العزيز للعلوم والتقنية «سايتك» التابع لجامعة الملك فهد للبترول والمعادن. حيث يقع المركز على كورنيش مدينة الخبر على أرض مساحتها 21.700متر مربع ومساحة المبنى 14.100متر مربع، صمم ونفذ على غرار أحدث المركز العلمية ويشتمل على (7) قاعات عرض رئيسية تتناول مختلف العلوم والتقنية، تضم أكثر من (350) معروضة علمية، والقبة العلمية " IMAX "، المرصد الفلكي، الوحدة التعليمية، قاعة المؤتمرات، قاعة المعارض المؤقتة، مرافق إدارية وخدمات. يهدف المركز بصورة أساسية إلى تثقيف أفراد المجتمع -خاصة الناشئة- بمبادئ العلوم وتطبيقاتها وشرحها وتبسيطها من خلال عرضها بأسلوب تفاعلي شيق يعتمد على التعليم بالترفيه/التعليم بالتجربة والمشاهدة.

## رسالة المركز
نشر مبادئ العلوم وإبداعات التقنية عن طريق عرضها بأساليب حديثة وممتعة لأفراد المجتمع، وخاصة الناشئة من أجل توسيع آفاقهم العلمية وتشجيعهم على الاهتمام بمجالات العلوم والتقنية، ليصبحوا قادرين على مواكبة المستجدات العلمية ومؤهلين للرقي بأنفسهم ووطنهم إلى مستويات متميزة.

## أهداف المركز
- توسـيع الأفـق العـلمي والثقافي لزوارالمركز في مجـالات العلوم والتقنية.
- تبسيط الأفكار والموضوعـات العلمية وجعلها شيقة وممتعة للجميع.
- تنميـة حـب الإسـتطـلاع والـقـراءة والاستكشاف في المجالات العلمية.
- مسـاعدة الزوار على تطوير أسـالـيب التفكير والتحليـل العـلمي وجعلهـا أمرا طبيعيا في حياتهم.
- تنميـة إدراك وتـقـديـر الــزوار لـــدور العلوم والتقنية في حياتهم اليومية.
- ربـط بـرامـج ومعـروضـات المركــز بمناهج التعليم في المملكة.
- تنظيم معارض مؤقتة في مجالات العلوم والتقنية مثل الكتب العلمية والحاسب الآلي والاتصالات وغيرها.
- إيصال رســـالة المـركـز إلى ســكـان المناطق البعيدة نسبيا.

## قاعات العلمية
- الأرض والفضاء
- الكائنات الحية
- بحارنا الجميلة
- غرائب العلوم
- إبداعات التقنية
- واحة الاستكشاف

## المرصد الفلكي
يعتبر مرصد مركز سلطان بن عبد العزيز للعلوم والتقنية «سايتك» من معالم المركز حيث يعتلي المرصد المركز شامخاً في الركن الشمالي الشرقي من المبنى.
وللمرصد دور رئيسي ومكمل لدور القاعات والقبة العلمية والمعامل والفصول المخصصة للدورات والمحاضرات والأنشطة الأخرى سواءً الثقافية أو العلمية أو الاجتماعية